# Baryssinus marcelae
Baryssinus marcelae es una especie de escarabajo longicornio del género Baryssinus, tribu Acanthocinini, subfamilia Lamiinae. Fue descrita científicamente por Martins & Monné en 1974.
El período de vuelo de la especie se presenta durante los meses de octubre y noviembre.

## Descripción
Mide 7,5-9,6 milímetros de longitud.

## Distribución
Se distribuye por Brasil.